# Chemin de fer de Damas à Alep

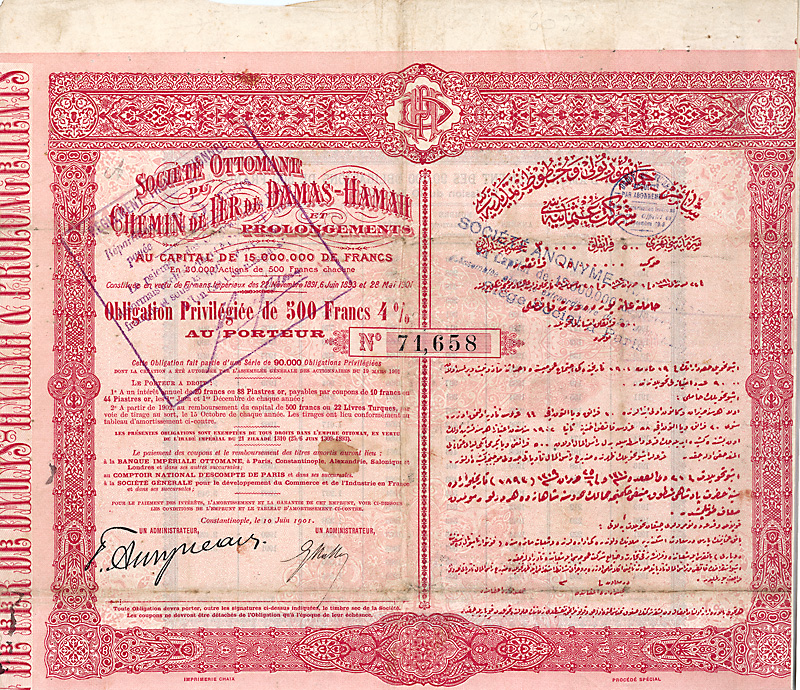
Obligation de 500 francs du Chemin de fer de Damas-Hamah et Prolongements, 1901.

Le chemin de fer de Damas à Alep fut construit au début du XXe siècle par une firme française, la Société ottomane du chemin de fer de Damas-Hama et prolongements (DHP).

## Histoire

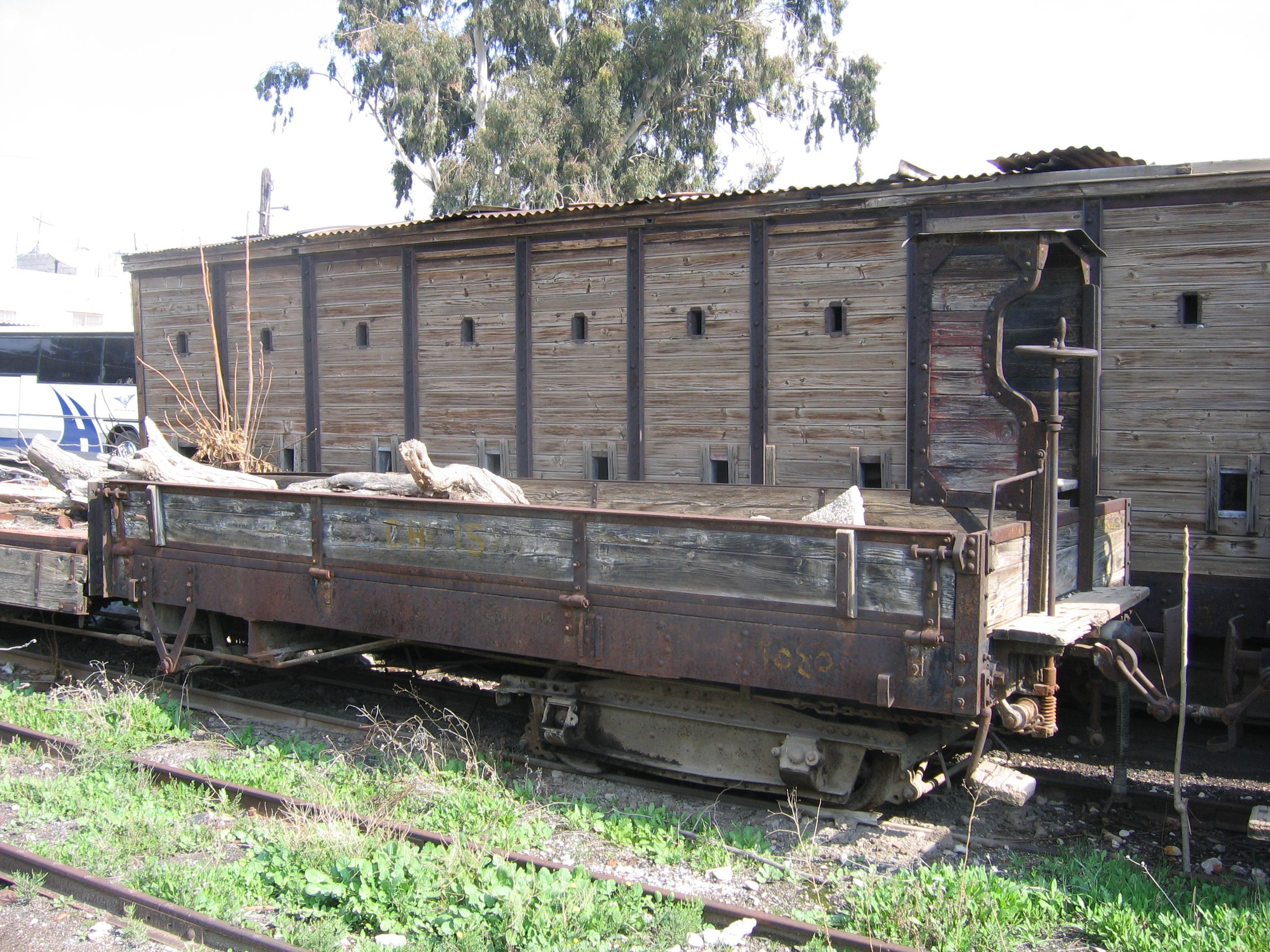
Wagon équipé de blindages, période du mandat français en Syrie, photographié à Damas en 2007.

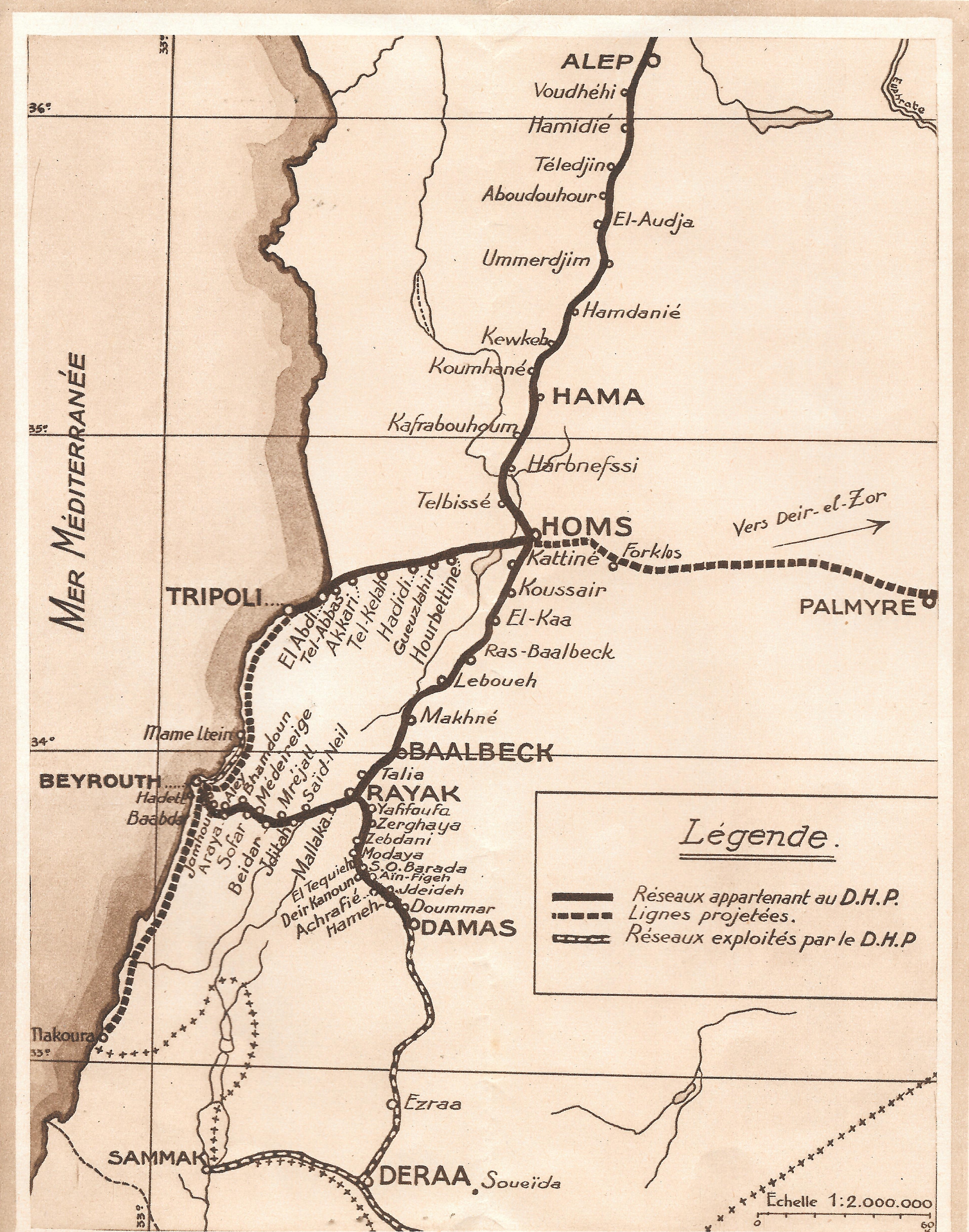
Chemin de fer de Damas à Alep - Carte de la ligne.

La Société ottomane du chemin de fer de Damas-Hama et prolongements fut créée à la fin du XIXe siècle par la fusion d'une entreprise française, la Société des chemins de fer ottomans économiques de Beyrouth-Damas-Hauran (de), et d'une société belge, afin de développer le réseau ferroviaire de la Syrie ottomane. La société Beyrouth-Damas-Hauran avait déjà construit deux lignes, le chemin de fer du Hauran, inauguré en 1894, et le chemin de fer de Beyrouth à Damas, ouvert en 1895. La nouvelle ligne devait relier Damas à Hama, et, à terme, à Alep et d'autres grandes villes de la Syrie ottomane. 
La Société ottomane des chemins de fer de Beyrouth-Damas et Biredjik sur l'Euphrate devint par jugement du 22 avril 1901 la Société ottomane du chemin de fer de Damas-Hama et prolongements. Le 17 août 1902 fut inauguré le tronçon de ligne ferroviaire Rayak-Homs-Hama qu'elle avait construit en deux ans. La ligne reliant Rayak (au Liban actuel) à Alep fut achevée en 1906. La Société ottomane du chemin de fer de Damas-Hama et prolongements construisit en 1909 la voie normale Homs-Tripoli sans garantie gouvernementale quifut ouvert en 1911. 
En 1915, Alep fut raccordée au chemin de fer de Constantinople à Bagdad construit par une société allemande. Pendant la période du mandat français sur la Syrie et le Liban (1920-1944), les lignes ferroviaires donnèrent lieu à un litige frontalier avec la Turquie : en 1933, cette dernière nationalisa la Société du chemin de fer Cilicie-Nord Syrie (de) (CNS) qui gérait les prolongements au nord d'Alep. Après l'indépendance de la Syrie, la ligne de Damas à Alep fut intégrée aux Chemins de Fer Syriens.

## Caractéristiques techniques
C'est une ligne à écartement standard (1 435 mm) au contraire de la ligne Beyrouth-Damas-Hauran qui est à voie étroite (1 050 mm).

## Parcours
La ligne est longue de 343 km. Les kilomètres sont numérotés de 0 à 136 de Rayak à Homs et de 207 à 0 de Homs à Alep où elle se raccorde au chemin de fer de Constantinople à Bagdad.

### De Rayak à Homs
- 0 : Rayak (correspondance avec le chemin de fer de Beyrouth à Damas)
- 12,972 : Talia (Abruk)
- 26,766 : Baalbek
- 29 : Iaat
- 41,215 : Makneh
- 45 : Chaat
- 57,165 : Lebboueh
- 66 : El-Ain
- 72,176 : Ras Baalbek
- 87,665 : Qaa
- 90,292 frontière
- 102,070 : Qousseir (embranchement vers Hermel)
- 127	Qattinah
- 134 : Dar-el-Ukara
- 136/207 : Homs (gare de Damas), changement de kilométrage

### De Homs à Tripoli
- 0 : Homs 1
- 6,5 : Khirbet al-Tiyen
- 11 : Al-Chansa
- 30 : Umm Qameh
- 34 : El Amader
- 56 : Tell Kalakh
- 67/0 : Akkar, changement de kilométrage (embranchement vers Tartous)
- 10 : Tel Abbas el Gharby
- 24 : El-Aabde
- 32 : Minieh
- 35 : Raffinerie
- 37 : El-Beddaui
- 41 : Tripoli (embranchement vers Beyrouth)

### De Homs à Alep
- 205 :	Homs 2
- 25/174 : changement de kilométrage
- 170	Nahb Natsa
- 157 : Birin
- 153 : Kafr Behem
- 144 : Hama (embranchement vers Mhardé)
- 131 : Qamhana
- 120 : Suran
- 112 : Kokab (Syrie)
- 99 : Al-Hamdaniya (Syrie)
- 82 : Umm er Rejim
- 75 : Senjar (Syrie)
- 69 : Al-Awja (Syrie)
- 57 : Abu al-Duhur
- 48 : Telejin
- 42 : Atschane Garbiyé
- 28 : Al-Hamidiyah (Alep)
- 14 : Abtin (embranchements vers Ard-al-Bayad à l'est, vers Lattaquié à l'ouest)
- 7 : Al-Wadahi
- 0 : Alep, Gare de Damas
- 0 : Alep, Gare de Bagdad, correspondance avec le chemin de fer de Bagdad

## Matériel roulant
- Quatre autorails De Dietrich de type XD 1000-1200 modifié (1934 - vers 1980)